# خفاش میوه‌خوار بینی‌لوله‌ای معمولی
خفاش میوه‌خوار بینی‌لوله‌ای معمولی (نام علمی: Nyctimene albiventer) نام یک گونه از سرده خفاش‌های میوه‌خوار بینی‌لوله‌ای است.